# Baião de dois
Baião de dois é um prato tipico da região Nordeste. Consiste num preparado de arroz e feijão, de preferência o feijão verde ou feijão novo. É frequente adicionar-se queijo coalho e nata. Não se adiciona carne-seca no Ceará. Na Paraíba e em Pernambuco, existe um prato semelhante chamado rubacão, bastante apreciado no Sertão. 

## Etimologia
A origem do nome "baião de dois" tem relação com o baião, dança típica do nordeste do Brasil, sendo que o numeral refere-se à combinação que é a base do prato, o arroz com feijão. O termo ganhou popularidade com a música Baião de Dois, parceria do compositor cearense Humberto Teixeira com o "Rei do Baião", o pernambucano Luiz Gonzaga, na metade do século XX.
A origem cearense da iguaria é atestada pelo folclorista Câmara Cascudo, citando como referência a obra de 1940, Liceu Cearense, de Gustavo Barroso.
O baião, por ser uma mistura de dois elementos da culinária brasileira apreciados e de fácil acesso, o arroz e o feijão, é muito comum em áreas rurais. É possível perceber que ele é feito principalmente à noite para que seja aproveitado o restante do feijão cozido durante o dia.

## Modos de preparo
Para fazê-lo, deve-se cozinhar o arroz cru no feijão com caldo já cozido e demais temperos como cebola, tomate, pimentão e especiarias como o coentro, a cebolinha e a salsa. Queijo e nata costumam também ser adicionados.

## Moro dominicano
Na República Dominicana existe um prato semelhante, chamado de moro, o qual também é preparado cozinhando o arroz e o feijão juntos.